# Ludi Lin
Pour les articles homonymes, voir Lin.
Dans ce nom chinois, le nom de famille, Lin, précède le nom personnel.
Ludi Lin, né Lin Ludi (chinois simplifié : 林路迪) le 11 novembre 1987 à Fuzhou en Chine, est un acteur chinois qui a acquis la citoyenneté canadienne. Il est notamment connu pour les films Power Rangers (2017) et Aquaman (2018).

## Biographie
Né en Chine, Ludi suit sa mère à Hong Kong à l'âge de 4 ans pour élargir ses horizons. À ses 9 ans, il est envoyé dans un pensionnat australien pour poursuivre ses études. Durant sa dernière année de collège, Ludi immigre au Canada où il obtient son diplôme, puis il entra à l'Université de la Colombie-Britannique pour y suivre des cours de théâtre. Outre ces cours, Ludi suit également des études de cinéma à Los Angeles, et sous l’insistance de sa mère, il entreprend des études de médecine et obtient un diplôme en diététique. Ludi est un acteur instruit et cultivé, il maîtrise plusieurs langues et dialectes chinois et s'est enrichi en expérience au fil des années.

### Carrière
C'est en 2012 que Ludi commence sa carrière de comédien en s'illustrant dans le court-métrage The Intruders. En 2014, il rejoint le casting de la série Marco Polo basée sur la vie de l'explorateur, la série est diffusée et produite par Netflix. En 2015, il rejoint le casting de Monster Hunt, un film chinois mêlant effets numériques et prises de vues réelles dirigé par Raman Hui, le film est un vrai succès en Chine.
En 2017, il incarne Zack Taylor, le Ranger noir dans Power Rangers. Le film a généré plus de 142 millions de dollars de recettes dans le monde et reçoit des critiques mitigées,,. 
En 2018, il obtient le rôle de Murk, leader de l'armée d'Atlantis, dans le blockbuster de l'année Aquaman.
En 2019, Ludi Lin apparaît dans la nouvelle saison de la célèbre série Black Mirror diffusée sur Netflix. Celui-ci incarne Lance, un personnage issu d’un jeu vidéo de combat vivant une histoire d’amour avec Roxette, jouée par Pom Klementieff. Dans la série ces deux personnages seront la représentation de deux joueurs réels. Il obtient également un rôle important dans le film indépendant In A New York Minute.

## Filmographie

### Cinéma
- 2011 :  The Intruders : Grant
- 2012 :  The Shannon Entropy : Holt
- 2012 :  Loners : Loners
- 2012 :  Stasis : Jake
- 2015 :  Monster Hunt : Wind Monster Hunter
- 2017 :  Power Rangers : Zack Taylor / Ranger noir
- 2018 :  Aquaman : Murk, leader de l'armée d'Atlantis
- 2019 :  In A New York Minute : David Qiao
- 2020 : Un fils du sud
- 2021 : Mortal Kombat de Simon McQuoid : Liu Kang
- 2025 : Mortal Kombat 2 de Simon McQuoid : Liu Kang

### Télévision
- 2012 : Une danse pour Noël : Clayton
- 2014 : Marco Polo : Batbayer
- 2019 : Black Mirror : Lance (épisode 5.01)
- 2020 : l’épouse fantôme : Tian bai
- 2021 : Kung Fu : Kerwin